# Alexander Cunningham (schaker)
Alexander Cunningham (1655 tot 1730) was een Schotse schaker.
Cunningham vertrok In 1709 naar Nederland om in Leiden rechten te studeren. Hij analyseerde verscheidene partijen in de schaakopening Koningsgambiet. De Cunninghamvariant is naar hem vernoemd: 1.e4 e5 2.f4 ef 3.Pf3 Le7.
In het boek: 'romantisch schaak' van Haije Kramer ((1956) wordt er een probleem van drie Cunninghams naar voren gehaald. Twee van de drie waren zonen van een Schots predikant. Beiden studeerden in Nederland en waren schaker. Er is nooit opgehelderd of het om één en dezelfde persoon ging, of dat er meer Cunninghams waren. 